# Hendikep (golf)
A hendikep vonatkozhat a golfjátékos képességére vagy egy adott golfpályaszakasz nehézségi fokára. Az előbbit játékoshendikepnek, az utóbbit pályahendikepnek hívják.
- A játékoshendikep (player handicap) a golfjátékos potenciális eredményességét kifejező szám, amelynek nagysága fordítottan arányos a játékos képességével. Az eredményesebb játékosoknak kisebb értékű, a gyengébb játékosoknak pedig nagyobb értékű a hendikepszáma. A játékoshendikep teszi lehetővé, hogy a játékosok tájékozódjanak egymás képességéről, és az egymás elleni játékban az önmagukhoz mért eredményességet a játék során egymással összevessék. A játékoshendikep alsó értéke negatív szám, a felső érték pedig általában plusz 54-ig terjed. A játékos hendikepszámítása a játék során elért eredményből – Paarhoz viszonyított eltérésből – és a pálya hendikepértékéből kalkulálható, amely kalkulációhoz számtalan segédprogram ad lehetőséget, illetve a magyar golfszövetség a versenyen részt vevő játékosok eredményeinek alapján kiszámolja és a játékosok számára elérhetővé teszi a játékosok hendikepjét.

- A pályahendikep (course handicap) a golfpálya szakasz megjátszhatóságát kifejező érték, amelynek nagysága fordítottan arányos az illető pályaszakasz nehézségi fokával (1-től 18-ig terjedő szám).